# Protodrilus similis
Protodrilus similis är en ringmaskart som beskrevs av V. Jouin 1970. Protodrilus similis ingår i släktet Protodrilus och familjen Protodrilidae. Arten har ej påträffats i Sverige. Inga underarter finns listade i Catalogue of Life.